# 합비 전투 (208년)
합비 전투(合肥戰鬪)는 208년(건안 13년) 손권이 적벽 대전에서 승리한 여세를 몰아 조조군의 합비로 쳐들어간 전투로 손권이 패배했다.

## 삼국지연의
당시 강동 지역의 손권은 208년 적벽 대전의 승리를 여세로 몰아 주유를 남군성으로 보내 조조의 장수 조인과 남군 전투를 벌이게 했으나 오히려 주유는 함정에 빠져 부상하고 기습공격으로 조인을 무찔렀으나 유비의 장수 조운에게 남군성을 빼앗긴데 이어 형주성은 장비가, 양양성은 관우가 차례로 점령해 형주 지역을 빼앗기고 주유가 패배하자 손권은 방향을 바꿔 전 군대를 모아 허도로 가는 전략상 요충지인 합비를 대공격한다.
서기 209년 주유가 남군 전투에서 대패하자 손권은 강동의 전 군대를 이끌고 합비 공격을 계획하고, 뒤이어 원군을 이끌고 온 노숙과 함께 계획을 의논하던 중 조조의 장수 장료가 보낸 편지를 받고 분노해 합비를 공격한다. 
합비성 앞에서 장료와 대치한 손권은 태사자를 내보내 장료와 맞서게 하고 이때 조조의 장수 악진이 손권을 노리고 공격하나 송겸과 가화가 도운 덕분에 손권은 구명한다. 
이에 밤을 틈타 태사자가 장료의 부하 과정과 후조와 내통해 기습공격을 계획하나 장료는 이를 눈치채고 과정과 후조를 심문하고 처형하고서 군사들에게 매복을 준비시켰고 결국 기습을 대비해 만반을 준비했던 위군이 한 공격으로 오군은 대패하고 태사자는 독화살을 맞고는 전사한다. 전세가 한풀 꺾인 손권은 군사를 거두어 남서로 결국 돌아간다.